# Mái hiên

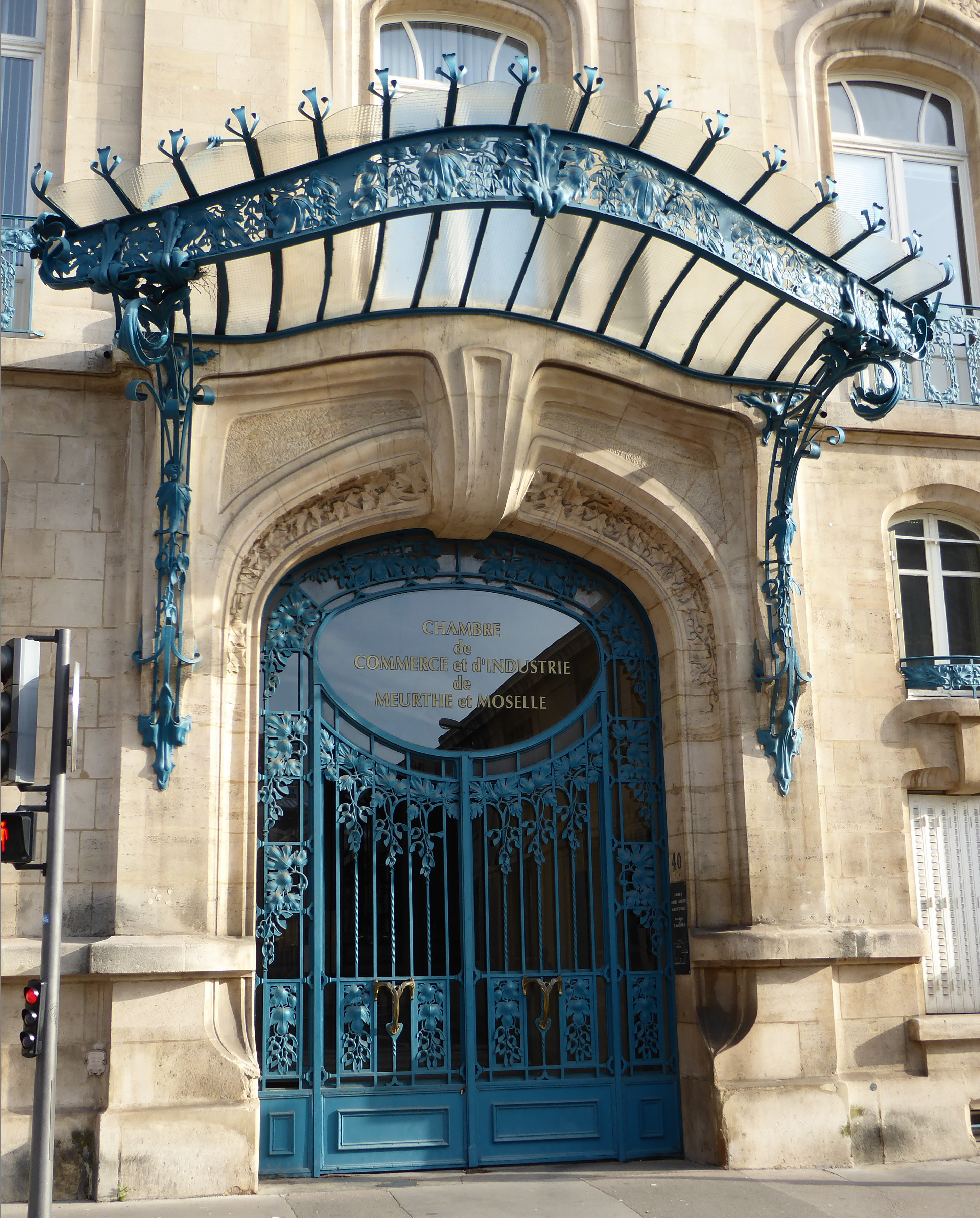
Nhà hiện đại hóa (Art Nouveau) có mái hiên ở Nancy (Pháp)

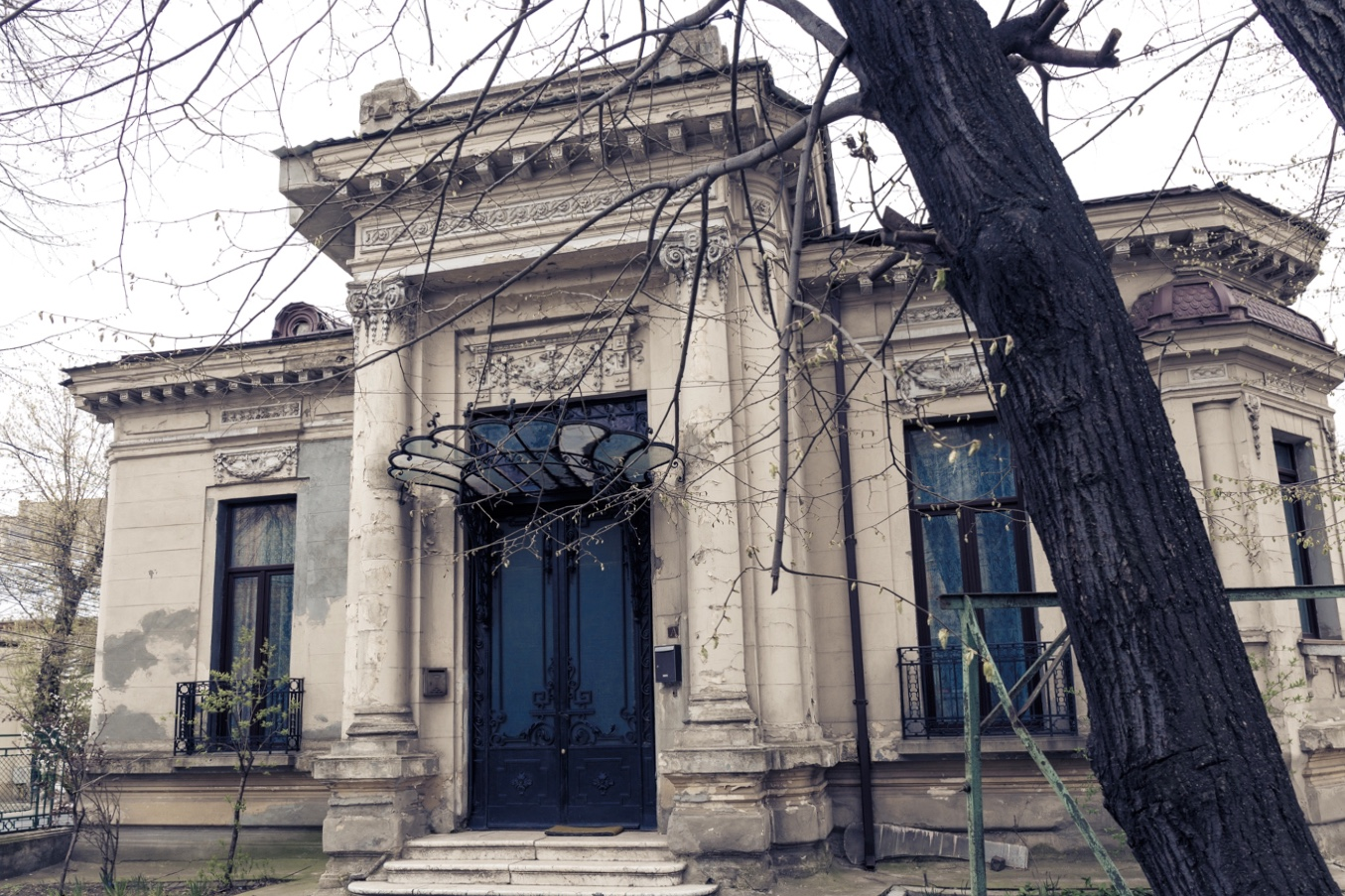
Nhà thành phố có mái hiên trên cửa vào ở Bucharest (Romania)

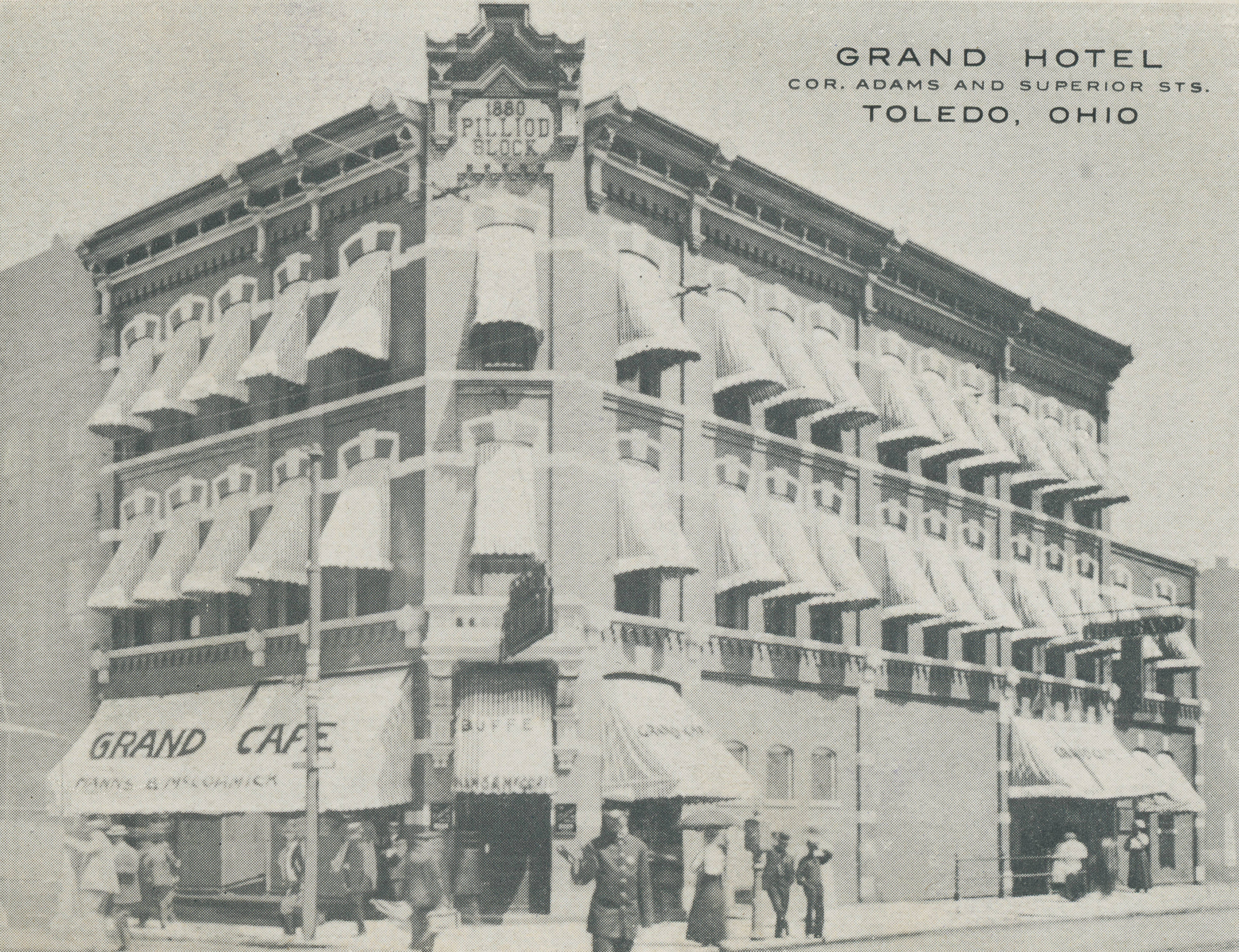
Khách sạn lớn với nhiều mái hiên ở Toledo, Ohio

Một mái hiên hay mái che là một lớp phủ phụ được gắn vào bức tường bên ngoài của một tòa nhà. Thông thường, nó được làm bằng vải canvas được dệt từ sợi acrylic, bông cotton hoặc polyester, hoặc làm bằng vải polyester được lớp phủ vinyl, được căng chặt trên một khung gỗ nhẹ hoặc bằng aluminium, sắt hoặc thép, có thể là vật liệu gỗ hoặc trong suốt (được sử dụng để che phủ các bảng nhiệt mặt trời vào mùa hè, nhưng cần cho phép ánh sáng xuyên qua càng nhiều càng tốt vào mùa đông). Cấu trúc của mái hiên này thường có dạng như một dầm chéo, khung không gian hoặc khung mặt phẳng. Mái hiên cũng thường được xây dựng từ khung aluminium với vật liệu lớp phủ là tấm nhôm. Những mái hiên nhôm này thường được sử dụng khi việc sử dụng mái hiên vải không phù hợp, đặc biệt khi tải trọng tuyết và tải trọng gió có thể ảnh hưởng.
Vị trí của một mái hiên trên tòa nhà có thể ở phía trên một cửa sổ, một cửa, hoặc phía trên khu vực dọc theo vỉa hè. Khi có thêm cột, mái hiên trở thành một dải mái, có thể mở rộng xa hơn từ tòa nhà, như trong trường hợp của một cửa vào của một khách sạn. Nhà hàng thường sử dụng mái hiên rộng đủ để che phủ một khu vực ngoài trời lớn để dùng cho ăn ngoài trời, tổ chức tiệc, hoặc tiếp đãi. Trong các tòa nhà thương mại, mái hiên thường được sơn với thông tin về tên, doanh nghiệp, và địa chỉ, do đó nó cũng đóng vai trò như một biển hiệu hoặc bảng quảng cáo, đồng thời cung cấp bóng mát, chắn gió mạnh và bảo vệ khỏi mưa hoặc tuyết. Ở những khu vực có khí hậu mùa đông, hầu hết các mái hiên không cần phải được tháo dỡ vào cuối mùa hè – chúng có thể được thu lại và giấu trên tòa nhà suốt mùa đông hoặc được thiết kế và xây dựng phù hợp với những điều kiện đó.

## Lịch sử

### Thế giới cổ đại
Mái hiên được sử dụng lần đầu bởi các nền văn minh Ai Cập cổ đại và Syria cổ đại. Chúng được miêu tả là "thảm dệt" che bóng các gian hàng chợ và nhà cửa. Một nhà thơ La Mã Lucretius, vào năm 50 trước Công nguyên, đã viết: "Mái hiên làm bằng vải linen, kéo dài, trên các rạp xiếc vĩ đại, đôi khi phát ra tiếng rè rồi, khi nó bị đập liên tục, giữa các cột và thanh ngang".
Trong số những mái hiên quan trọng nhất trong thế giới cổ đại là velarium, một hệ thống mái che có thể thu gọn được sử dụng ở khu vực ghế ngồi trong Colosseum Đế quốc La Mã. Được làm bằng vải shadecloth (loại vải chống nắng), khung gỗ, ống sắt và dây thừng, hệ thống này có thể tạo bóng một phần ba của sân vận động và khu vực ngồi; phần ba còn lại có thể được che bởi các bức tường xung quanh cao, mang lại bóng mát cho đa số ghế ngồi trong buổi chiều chói chang. Được cho là những người đi biển, với kinh nghiệm làm buồm và cấu trúc tàu, đã được sử dụng để xây dựng, bảo trì và vận hành velarium.

### Đầu thế kỷ 19

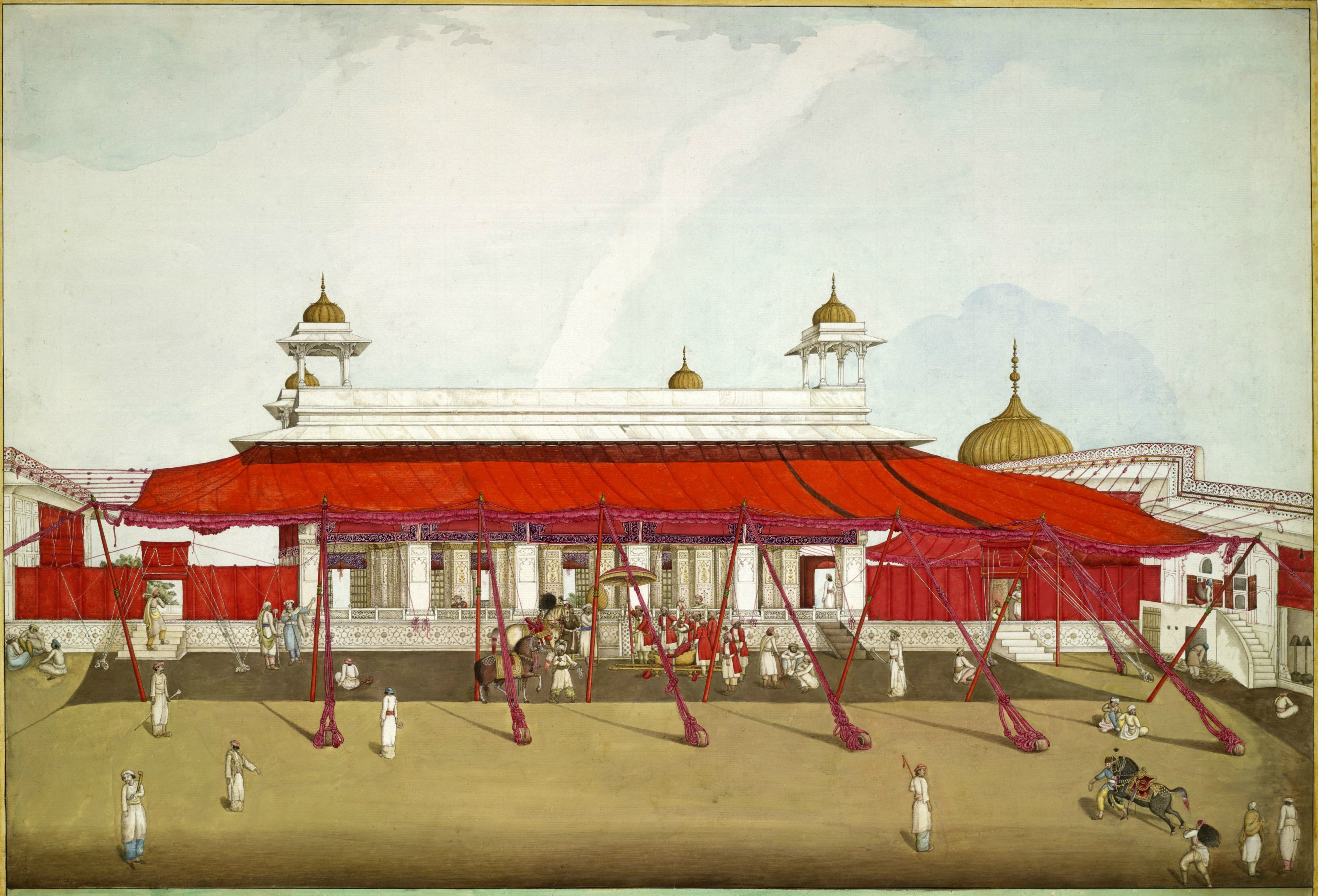
Diwan-i-Khas, Red Fort, Delhi với những cái mái hiên đỏ hoặc shamiana, năm 1817

Mái hiên trở nên phổ biến vào nửa đầu thế kỷ 19. Lúc đó, chúng bao gồm các cột gỗ hoặc gang được đặt dọc theo mép vỉa hè và được kết nối bằng một thanh ngang phía trước. Để hỗ trợ các cài đặt lớn hơn, các rafter góc nghiêng được kết nối từ thanh ngang phía trước đến mặt tiền của tòa nhà. Phần trên của vải được kết nối với mặt tiền bằng cách sử dụng đinh, ốc nhựa và móc gài, hoặc bằng cách buộc vải vào một thanh đầu được bắt vít vào mặt tiền. Phần còn lại (phần nổi) của vải được trải qua hoặc buộc vào một thanh phía trước với mép thường treo xuống để tạo thành một viền cửa sổ. Trên các mẫu trang trí phức tạp, các cột kim loại được trang trí bằng những họa tiết mỏng và đỉnh của chúng được trang trí với đầu tên, bóng hoặc các trang trí khác. Trong những ngày âm u hoặc khi không có mưa, vật liệu che bóng thường được cuộn lên gần mặt tiền của tòa nhà; trong những tháng mùa đông, việc bảo dưỡng đúng cách đòi hỏi việc tháo rời và lưu trữ mái hiên. Ảnh chụp từ giữa thế kỷ 19 thường chỉ thấy khung gầy gò, cho thấy vật liệu che bóng chỉ được kéo ra khi cần thiết. Vải vóc bông gà là vật liệu che bóng chủ đạo, một loại vải bông chặt chẽ được dùng từ thế kỷ qua để làm lều và buồm.
Sau cuộc Nội chiến Hoa Kỳ, mái hiên trở thành một đặc điểm phổ biến. Ống nước gang, một vật liệu nhanh chóng được sử dụng cho khung mái hiên, đã trở nên phổ biến và giá cả phải chăng nhờ quá trình công nghiệp hóa giữa thế kỷ. Đây là vật liệu tự nhiên cho khung mái hiên, dễ uốn cong và kết nối với nhau để tạo ra nhiều hình dạng và kích thước khác nhau. Đồng thời, sự xuất hiện của tàu hơi nước đã buộc các nhà máy vải bạt và thợ may buồm phải tìm kiếm thị trường mới. Một ngành công nghiệp mái hiên đã phát triển, cung cấp nhiều tùy chọn khung và vải linh hoạt cho cửa hàng và cửa sổ.

### Cuối thế kỷ 19
Trong nửa sau của thế kỷ 19, mái hiên có khả năng mở rộng sản xuất trở nên phổ biến hơn. Trước đó, hầu hết mái hiên có khung cố định - cách chính để thu lại vải che là cuộn nó lên trụ mái bằng tay. Hệ thống có thể vận hành cho cửa hàng và mái hiên cửa sổ đã có cánh giò được nối với bề mặt bên ngoài. Cánh giò được hạ xuống để mở rộng mái hiên hoặc nâng lên để thu lại mái hiên bằng cách sử dụng dây và bánh răng đơn giản. Vì vải bạt vẫn được gắn liền với khung, mái hiên có thể thu gọn cho phép một cách tiếp cận linh hoạt hơn với việc che chắn (chủ cửa hàng và chủ sở hữu có thể điều chỉnh từng phần lượng mái hiên tùy thuộc vào điều kiện thời tiết). Khi mặt trời lòa ra sau đám mây, mái hiên có thể được triển khai dễ dàng. Trong trường hợp bão đột ngột, chủ sở hữu có thể nhanh chóng thu lại mái hiên vào tường của tòa nhà nơi nó được bảo vệ khỏi những cú gió mạnh.
Mặc dù có những ưu điểm, nhưng mái hiên có khả năng mở rộng ban đầu cũng có nhược điểm; khi thu lại, lớp vải của chúng thường gập lại gần bề mặt của tòa nhà. Điều này làm cho một phần vải bị tiếp xúc với thời tiết khắc nghiệt và sự hư hỏng thường được gia tăng do nước ngập trong những nếp gấp của vải. Nếu được thiết kế không tốt hoặc đặt không đúng vị trí, vải thu lại có thể che khuất một phần của cửa sổ hoặc cửa mở, và ngay cả khi được đặt ở một vị trí thoáng đãng, một mái hiên không được gấp hoàn hảo cũng tạo ra một diện mạo không gọn gàng. Vật liệu và thiết kế hiện đại đã loại bỏ hoàn toàn những vấn đề này.

## Lợi ích

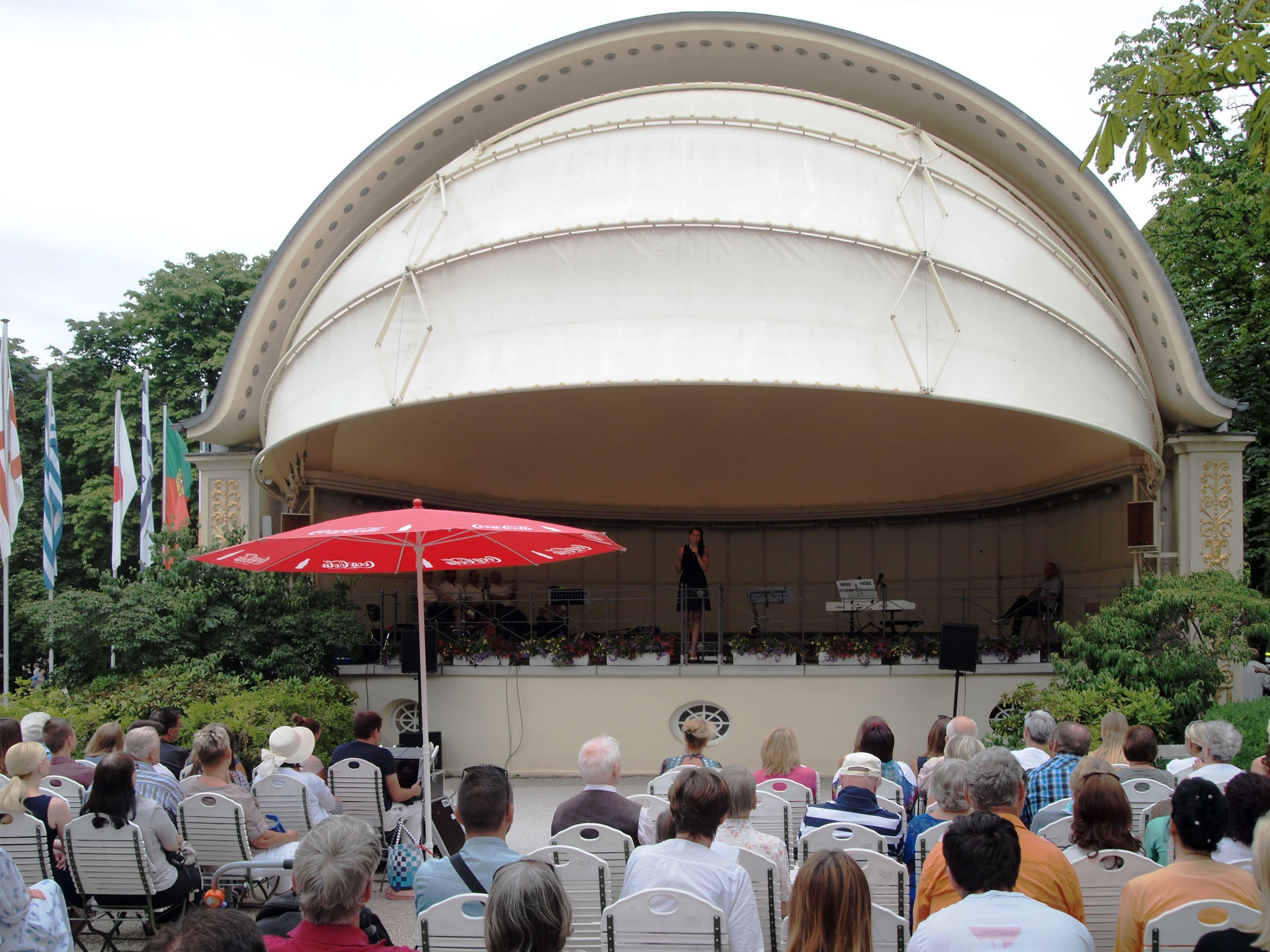
Mái hiên hình cầu của một khu vực trình diễn nhạc

Mái hiên có khả năng thu lại cho phép chủ sở hữu kiểm soát thời tiết theo ý muốn của mình. Khi mưa nhỏ đang đe dọa hoặc khi ánh nắng trở nên nóng bức, họ hoặc hệ thống tự động hóa nhà cửa có thể mở ra mái hiên để có sự bảo vệ và bóng mát ngay lập tức. Đo lường trong phòng thí nghiệm cho thấy dưới mái che của mái hiên có thể mát hơn tới 20 độ Fahrenheit. Vì mái hiên ngăn ánh nắng chiếu qua cửa sổ và cửa kính trượt, chúng cũng giúp giữ nhiệt độ bên trong mát mẻ hơn, từ đó tiết kiệm chi phí điều hòa không khí. Chúng có thể giúp ngăn chặn việc mờ màu các tấm thảm và đồ nội thất do ánh nắng mặt trời. Mái hiên cũng tạo ra một nơi che chở cho trẻ em và thú cưng chơi đùa, tránh ánh nắng trực tiếp.
Một số mái hiên hiện nay cũng cung cấp các phụ kiện có thể tăng đáng kể tính linh hoạt và hữu ích mà chủ sở hữu có thể tận dụng từ khu vực sân thượng hoặc hiên nhà của mình. Một phòng mở rộng với màn che có thể biến mái hiên thành một không gian ngoài trời gần như không có côn trùng, việc có màn che bên hông giúp giảm gió và sương mù từ các bên cạnh của mái hiên, và đèn sân thượng cho phép mọi người tận hưởng không gian sân thượng của mình vào buổi tối và đêm.
Ngoài ra, mái hiên cũng có thể được sử dụng để che phủ các tấm panel nhiệt mặt trời trong mùa hè.

## Các loại

### Cơ cấu hoạt động

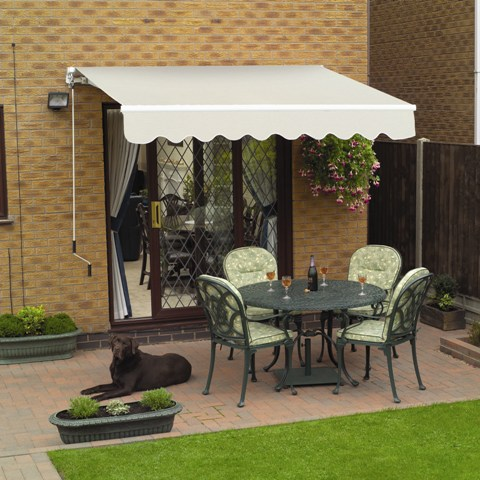
Một ví dụ về mái hiên vườn hiện đại

Hiện nay, mái hiên có hai loại cơ bản: mô hình điều khiển thủ công được mở bằng tay và mô hình điều khiển bằng điện. Mỗi loại đều có những lợi ích riêng của nó. Các lợi ích bao gồm tính phù hợp với ngân sách, tính linh hoạt dễ dàng điều chỉnh cho gần như mọi hệ thống sân thượng hoặc sân hiên, và cánh tay hỗ trợ có thể được nghiêng lên phía sau nhà hoặc đặt thẳng đứng trên sàn sân thượng hoặc sân hiên. Những cánh tay này cung cấp sự hỗ trợ và ổn định bổ sung mà một số chủ sở hữu ưa thích ở khu vực có gió mạnh, và nâng cao tính linh hoạt của mái hiên bằng cách cho phép gắn kết các phụ kiện cụ thể.
Các mái hiên có động cơ không có hỗ trợ dọc. Thay vào đó, chúng có các cánh tay có thể thu gọn, tạo ra một khu vực bóng râm không có chướng ngại. Các mái hiên này được vận hành bằng một động cơ điện, thường được giấu bên trong trục cuộn của mái hiên. Các cánh tay mở và đóng mái hiên chỉ bằng một nút điều khiển từ xa không dây hoặc một công tắc gắn trên tường.
Mái hiên hiện đại có thể được chế tạo với các loại vật liệu che phủ như vải, nhôm, sợi thủy tinh sóng, polycarbonate sóng hoặc các vật liệu khác. Gió mạnh có thể gây thiệt hại cho mái hiên khi được mở ra, và các thiết kế mới hơn bao gồm cảm biến gió để tự động thu gọn mái hiên trong một số điều kiện nhất định.

### Khả năng chịu gió và cấu trúc

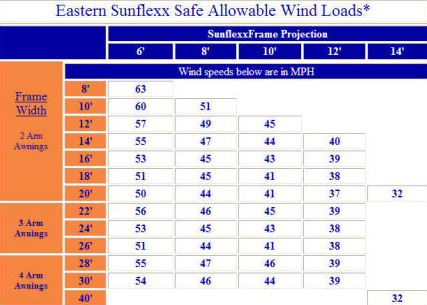
Khả năng chịu gió

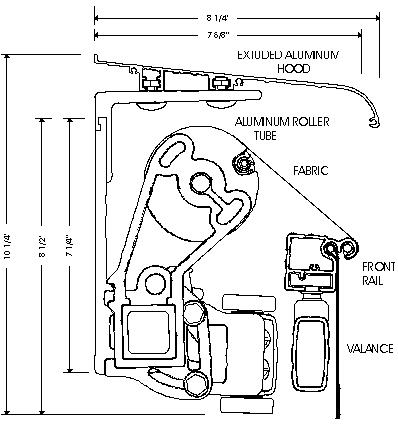
Sơ đồ thiết kế cho loại mái hiên được sử dụng tại Nhà Trắng

Các mái hiên hiện đại được đánh giá về khả năng chịu gió dựa trên chiều rộng, chiều dài, số lượng cánh tay hỗ trợ và chất liệu. Thiết kế mái hiên hiện đại bao gồm các khớp nén urethane, cấu trúc hỗ trợ bằng thép và cảm biến gió. Các thiết kế như vậy hiện đang được sử dụng tại Nhà Trắng, Trạm Trung tâm Grand Central và Cung điện Kremlin.

### Mái hiên nhôm
Mái hiên nhôm đã lâu trở nên phổ biến trong các ứng dụng dân dụng trên toàn thế giới. Chúng có sẵn trong nhiều màu sắc và thường được sơn với sơn enamel nung. Trong số nhiều lợi ích của những mái hiên này là nhiệt độ mát mẻ bên trong ngôi nhà, khu vực bóng mát cho sân hiên, kéo dài tuổi thọ của đồ nội thất và rèm cửa. Có thể nói, đặc điểm có lợi nhất của các mái hiên này là tuổi thọ sử dụng lên đến hơn 40 năm. Một số mái hiên nhôm được thiết kế để gập xuống và cố định để bảo vệ cửa sổ trong trường hợp bão như cơn bão.

### Mái hiên gập được

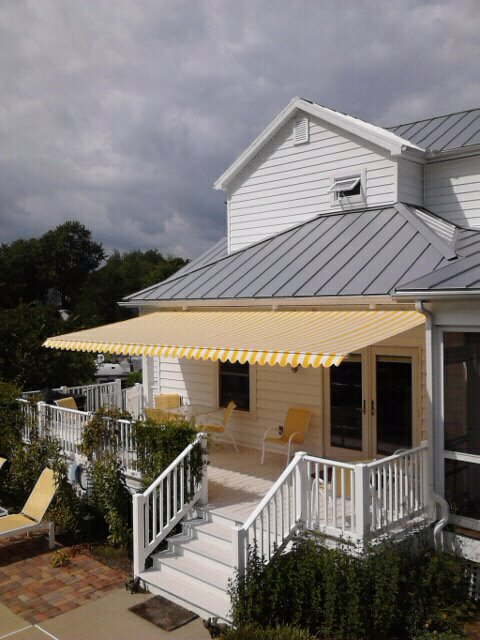
Mái hiên gập được tại Maryland, Hoa Kỳ.

Mái hiên gập được ngày càng trở nên phổ biến với chủ nhà ở Hoa Kỳ. Chúng đã được ưa chuộng ở châu Âu trong nhiều năm, do chi phí năng lượng cao và thiếu máy lạnh. Một số mái hiên gập được có thể bao gồm các tấm pin mặt trời hoặc tấm pin mặt trời cuộn để tạo ra điện.
Mái hiên gập được có thể bao gồm các loại sau đây:

#### Hệ thống mái che sân hiên có thể gập được
Hệ thống mái che sân hiên có thể gập lại là "đại diện" mới nhất trong thị trường mái che có thể gập lại. Hầu hết các hệ thống này chống thấm nước so với chống thấm nước (mái che cánh ngang) và do đó không cho phép nước thấm qua phần "mái" bằng vải. Các hệ thống này đáp ứng được tải trọng gió theo quy mô Beaufort lên đến Beaufort 10 (55 - 63 mph) tùy thuộc vào mẫu và kích thước. Một lợi điểm khác của hệ thống mái che sân hiên có thể gập lại là chúng có thể được bao quanh phía trước và hai bên bằng màn che mặt trời. Điều này cho phép tạo ra một "phòng ngoài trời" có thể được làm ấm vào mùa đông và điều hòa không khí vào mùa hè.

#### Mái hiên gập được kiểu cánh ngang hoặc mái hiên gập được kiểu cánh gấp
Đây là phiên bản hiện đại của mái hiên gập cửa hàng cần kéo lên trong thế kỷ trước. Hai, ba hoặc bốn cánh căng (tuỳ thuộc vào chiều rộng) và ống trên được hỗ trợ bởi một thanh uốn cong. Với mái hiên gập cánh ngang kiểu truyền thống 'Mở', thanh uốn cong, còn được gọi là thanh vuông, được đặt vào các giá treo trên tường hoặc trần nhà hoặc vách gắn trên mái, từ đó phân tán tải trọng vào tường hoặc mái nhà. Kiểu mái hiên gập mới hơn kiểu 'Full Cassette' loại bỏ thanh uốn cong và sử dụng một dải nhôm kết hợp với các giá treo, từ đó phân tán lực cản của mái hiên vào cấu trúc nơi nó được lắp đặt.
Các mái hiên xoay tay vẫn còn có sẵn, nhưng mái hiên tự động bằng động cơ hiện nay phổ biến hơn do sự tiến bộ trong công nghệ, sản xuất và độ tin cậy trong vài thập kỷ qua. Động cơ được đặt bên trong ống cuộn vải, do đó không thể nhìn thấy từ bên ngoài. Hiện nay, nhiều động cơ có bộ thu tích hợp và được điều khiển bằng điều khiển từ xa, điện thoại thông minh, máy tính bảng hoặc hệ thống tự động hóa nhà cửa.
Mái hiên cánh tay ngang cũng được gọi là mái hiên gập, mái hiên ban công hoặc mái hiên sân vườn, vì chúng có thể kéo dài/chiếu ra tới 16 feet (khoảng 5 mét) và khi kết hợp nhiều mái hiên với nhau, có thể rộng tới 52 feet (khoảng 16 mét) hoặc hơn - do đó che phủ một không gian ngoài trời lớn. Thông thường, một mái hiên cánh tay gập đơn lẻ chỉ có thể che phủ tối đa 23 feet (khoảng 7 mét) trong một hệ thống duy nhất do khó khăn trong vận chuyển, lưu trữ và phủ bột sơn cho đường hàn vượt quá kích thước này.
Lựa chọn vải phổ biến nhất cho mái hiên cánh tay gập là vải acrylic được nhuộm ngay từ khi còn trong quá trình sản xuất, có nhiều kiểu dáng, màu sắc, hoa văn và các mức độ hiệu suất khác nhau về khả năng chống thấm nước và chống cháy. Vải acrylic nhuộm ngay từ khi còn trong quá trình sản xuất là loại vải phù hợp nhất để sử dụng trong các mái hiên này nhờ tính chất kích thước, dễ dàng trong sản xuất, trọng lượng (so với vải lưới dệt) và khả năng lọc và chống lại tia tử ngoại một cách hiệu quả cao.

#### Mái hiên gập bên hông hoặc mái hiên gập từ trên xuống

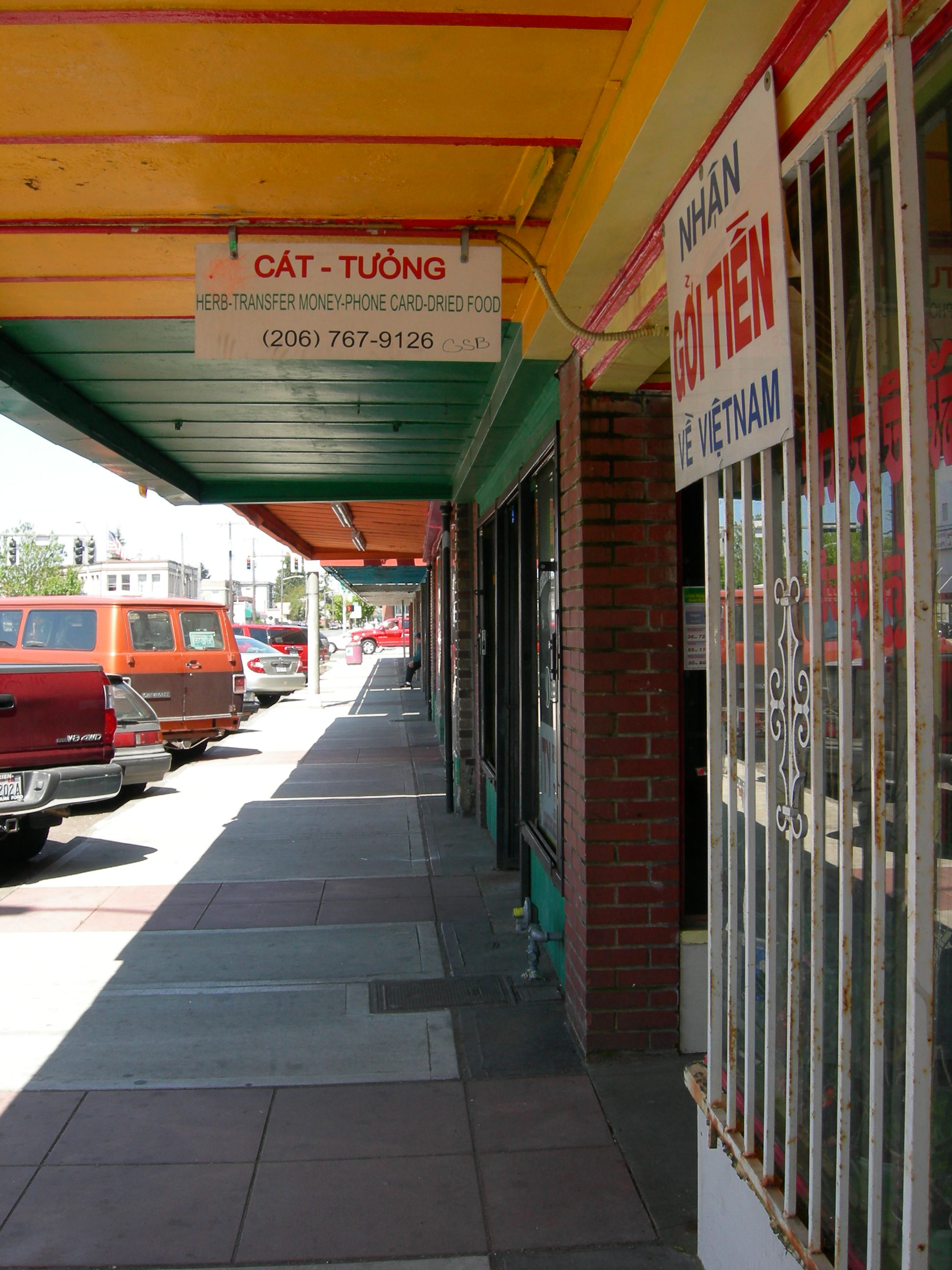
Mái hiên cửa hàng cứng.

Thường được sử dụng để che mát cửa sổ, với ống cuộn ở phía trên, cánh tay hai bên được đẩy bằng lò xo và có động cơ, cần cơ hoặc cần kéo bằng dây. Mái hiên có cánh hai bên được biết đến phổ biến với tên gọi mái hiên kiểu truyền thống vì đã được sử dụng trong nhiều năm và có từ thế kỷ 19 sử dụng vải bạt bông cotton. Trong những năm 1960, vải bạt bông đã được thay thế bằng các vật liệu acrylic và polyester hơn trong những thời gian gần đây nhằm tập trung vào môi trường. Mái hiên kiểu truyền thống phù hợp cho các công trình kiến trúc lịch sử và vẫn phổ biến ngày nay bằng việc sử dụng vải chống thời tiết và hệ thống dây và cần cơ để thu gọn mái hiên. Mái hiên không có cánh không cung cấp bảo vệ khỏi ánh nắng mặt trời bằng mức độ như mái hiên có cánh hai bên. Mái hiên không có cánh đi kèm với nhiều kiểu dáng khác nhau. Mái hiên thả xuống không có cánh đi kèm với ống cuộn ở phía trên và có sẵn động cơ và cảm biến gió để tự động thu gọn. Mái hiên Spear được làm mà không có cánh và được làm bằng khung sắt rèn và có thể thu gọn bằng hệ thống dây và cần cơ nhưng không có sẵn với động cơ.
Mái hiên có cánh hai bên cung cấp sự bảo vệ ánh nắng tốt nhất cho cửa sổ hướng Đông và hướng Tây. Các cửa sổ hướng Bắc và hướng Nam có thể được bảo vệ khỏi ánh nắng bằng mái hiên không có cánh. Mái hiên tạo ra bóng mát giúp nhà bạn mát hơn, cũng làm tạo ra khu vực bóng mát tuyệt vời xung quanh hiên nhà, sân thượng và sân vườn.

#### Lều di động, mở nhanh
Một lều di động mở nhanh cung cấp một giải pháp tạm thời tiết kiệm chi phí cho những người muốn tận hưởng bóng mát. Thiết kế di động mang lại sự linh hoạt để mang đơn vị đến các sự kiện xã hội. Khung thường tích hợp một khung gấp kiểu xúc xắc, gấp gọn gàng.

#### Màn chắn nắng thu hồi
Màn chắn nắng sử dụng vải bạt acrylic hoặc vải lưới, cho phép nhìn qua một phần trong khi chặn tia nắng của mặt trời. Con lăn ở phía trên có thể quay bằng tay hoặc bằng động cơ. Vải được cấp bằng trọng lực, với thanh đáy có trọng lượng kéo vải xuống giữa các ray dẫn ray dẫn hoặc dây cáp. Màn chắn ngoài trời hiệu quả hơn nhiều trong việc cản nhiệt so với màn chắn trong nhà màn chắn, vì chúng cản nhiệt trước khi nó vào kính. Kiểu màn chắn khung này thường được lắp đặt bởi các nhà thầu chuyên nghiệp, vì yêu cầu các khung và công cụ chuyên dụng. Một sự tiến bộ gần đây là màn chắn không khung, cho phép người tự làm “DIY” lắp đặt màn chắn ngoài trời của riêng họ. Màn chắn nắng cũng có thể được lắp đặt ở phần cuối của mái hiên để cung cấp bóng mát theo chiều ngang vào buổi sáng sớm hoặc vào buổi chiều.

#### Mái che mặt trời gập lại cho cửa sổ
Mái che mặt trời gập lại cho cửa sổ được làm từ vải. Chúng chống chịu được mưa đá và thời tiết khắc nghiệt mùa đông. Nhiều mái che mặt trời cho cửa sổ có thể được lập trình để tự động mở và đóng phản ứng với ánh nắng mặt trời.

### Mái che nắng bằng vải
Mái che nắng bằng vải cung cấp bóng mát một cách nửa ngang. Chúng có thể tháo rời với một số khó khăn và thường được để cố định quanh năm. Có cũng có phiên bản có thể gập được, có chi phí cao hơn nhưng cũng có tính linh hoạt cao hơn, vì chúng có thể được gập lại để chiếu ánh nắng mùa đông nếu cần.

## Tổ chức thương mại
Hiệp hội Vải công nghiệp Quốc tế (IFAI) là một tổ chức thương mại bao gồm cả ngành kinh doanh mái hiên, với một bộ phận được gọi là Hiệp hội Nhà sản xuất Mái hiên Chuyên nghiệp (PAMA).

## Các mã phân loại
Hội Xây dựng Công nghệ Mỹ (CSI) Phiên bản MasterFormat 2004:
- 10 73 13 - Mái hiên
- 10 73 16 - Mái che
- 10 71 13 - Thiết bị kiểm soát ánh sáng mặt ngoài
- 10 71 13.43 - Màn chắn ánh sáng cố định
- 10 73 00 - Vật liệu che chắn bảo vệ (Tổng quát)

Phiên bản MasterFormat 1995 của CSI:
- 10530 - Vật liệu che chắn bảo vệ, Mái hiên và Mái che.